# Armored Core: Project Phantasma
Armored Core: Project Phantasma (アーマード・コア プロジェクトファンタズマ?, Āmādo Koa: Purojekuto Fantazuma) è un videogioco del 1997 del genere sparatutto in terza persona mecha. Il videogioco è stato sviluppato da FromSoftware per la PlayStation. Project Phantasma è il secondo capitolo della serie Armored Core ed è un sequel diretto dell'originale Armored Core. Il gioco non è uscito in Europa.
La storia riprende dall'originale Armored Core e segue le indagini del giocatore sul misterioso complesso Amber Crown, un banco di prova per l'oscura Doomsday Organization e la loro pericolosa ricerca nome in codice Project Phantasma.
Il gameplay è in gran parte identico a Armored Core con l'aggiunta di nuove armi e opzioni di personalizzazione disponibili per il giocatore. I giocatori possono importare file di salvataggio dal gioco originale per continuare i loro progressi e utilizzare parti che sono presenti solo nel negozio di gioco originale. Nel gioco è inclusa una modalità Arena, che sarebbe stata successivamente ampliata in Armored Core: Master of Arena.

## Trama
Dopo gli eventi di Armored Core, il giocatore riceve una richiesta insolita. Il messaggio criptico dice al giocatore di infiltrarsi in un misterioso complesso sotterraneo chiamato Amber Crown con la promessa di una ricompensa monetaria estremamente redditizia. Una volta ad Amber Crown, il giocatore incontra Sumika Juutilainen, un fuggitivo dall'enigmatica Doomsday Organization, il gruppo ombra che opera nel complesso. Sumika diventa il principale cliente e partner del giocatore durante la missione in Amber Crown.
Man mano che il giocatore completa più missioni, sviluppa una rivalità con un pilota Armored Core di nome Stinger, che è alle dipendenze dell'Organizzazione Doomsday. Stinger diventa una presenza più pericolosa quando viene scoperto il mistero di Amber Crown, che culmina con la rivelazione del Progetto Phantasma. Progetto di sviluppo top secret della Doomsday Organization, Project Phantasma è un sistema d'arma che farebbe pendere l'equilibrio del potere. Sumika e Stinger sono stati soggetti di prova per il progetto. Stinger, desiderando la forza dell'arma Phantasma, tenta di usarla contro il giocatore.
Il continuo successo del giocatore spinge Stinger a fondersi con Phantasma e sfidare il giocatore a un combattimento finale. Il giocatore sconfigge Stinger e distrugge il progetto Phantasma, portando allo scioglimento dell'Organizzazione Doomsday.

## Modalità di gioco
Project Phantasma continua il gameplay di base di Armored Core, in cui i giocatori scelgono le missioni per ingaggiare i nemici e guadagnare crediti. I livelli rimangono aperti e i nemici possono apparire da qualsiasi direzione per attaccare il giocatore. La maggior parte delle armi e degli oggetti del gioco originale appare con nuove aggiunte che possono essere acquistate dal giocatore.
Una funzione di importazione consente ai giocatori di portare il proprio personaggio da Armored Core nel gioco, mantenendo tutte le personalizzazioni e le armi del gioco originale. Per fare ciò, avrebbero bisogno di un file di salvataggio del gioco originale sulla loro scheda di memoria. I giocatori possono invece creare un nuovo personaggio, ma così facendo perdono la capacità di portare determinate armi e oggetti esclusivi dal gioco originale a Project Phantasma.
A differenza di Armored Core, Project Phantasma non include una trama ramificata e si concentra invece su un'esperienza molto più lineare. Invece delle 50 missioni dell'originale, Project Phantasma ne presenta 17, ma ha più varietà e profondità rispetto al gioco originale.
Project Phantasma introduce tre nuove funzionalità: l'Arena, la modalità Replay e la compatibilità DualShock. Nell'Arena il giocatore ha la possibilità di affrontare avversari di varia difficoltà. L'Arena è una funzione opzionale, ma consente ai giocatori di guadagnare più crediti per sbloccare nuove armi e oggetti per il proprio nucleo corazzato. La modalità Replay consente ai giocatori di guardare una riproduzione esatta della loro ultima battaglia da più prospettive. La funzionalità DualShock consente vibrazioni di ritorno di forza durante esplosioni e colpi.
Sempre da Armored Core, c'è anche una modalità multiplayer a schermo diviso. Questa modalità prevede il combattimento 1 contro 1 e consente ai giocatori di portare il proprio Armored Core personalizzato tramite una scheda di memoria. Questa modalità mantiene la funzionalità PlayStation Link Cable introdotta nel primo gioco, consentendo ai giocatori di collegare due console PlayStation insieme e combattere tra loro su televisori separati.

## Pubblicazione
Project Phantasma è uscito inizialmente in Giappone per Sony PlayStation il 4 dicembre 1997. FromSoftware ha collaborato con ASCII Entertainment e ha pubblicato una versione nordamericana il 7 ottobre 1998.  Una versione europea non è mai uscita.
Come parte del banner PSone Classics di Sony, Project Phantasma è stato ripubblicato in Giappone per PlayStation 3 (e successivamente PlayStation Vita) il 27 settembre 2007. Non è mai stato ripubblicato in altri territori.

## Accoglienza
Il gioco ha ricevuto recensioni "medie" secondo il sito web di aggregazione di recensioni GameRankings. In Giappone, Famitsu gli ha assegnato un punteggio di 27 su 40.
Progetto Phantasma  è stato ben accolto e visto come un miglioramento rispetto l'originale Armored Core. Joe Fielder di GameSpot ha osservato che la profondità delle missioni, pur essendo in numero minore, è stata una gradita aggiunta, affermando che hanno richiesto 'più pensiero che semplicemente 'Destroy!''  In una recensione di AllGame, Shawn Sackenheim ha lodato la modalità Arena, riassumendo l'esperienza come in grado di tenere i giocatori "occupati per settimane". Craig Harris di IGN era più riservato circa il gioco, scrivendo che non era un 'Grande titolo per la Playstation', ma era ancora 'un titolo d'azione divertente'. NextGeneration dichiarato: "Coloro che erano veramente interessati all'originale Armored Core - e ce n'erano più di alcuni - dovrebbero godere del maggior numero di missioni e opzioni in Project Phantasma."
I recensori, pur concordando generalmente sul fatto che il gioco fosse meccanicamente un miglioramento rispetto al gioco originale, hanno criticato la mancanza di contenuti in Project Phantasma. GameSpot ha sottolineato che 'Armored Core: Project Phantasm può essere battuto nel giro di due o tre giorni, il che significa semplicemente non c'è abbastanza per giustificare il costo di acquisto. AllGame anche commentato che 'le missioni single player finito troppo in fretta', ma sembrava di essere in disaccordo sul Arena è che molto breve. GamePro ha detto che il gioco "offrirà un buon combattimento a qualsiasi partigiano mech. Ma se questa è la tua prima volta con il combattimento robot, faresti bene ad affittare il gioco prima invece di precipitarti in una battaglia che potrebbe non essere mai vinta".